# کاترپیلار رول

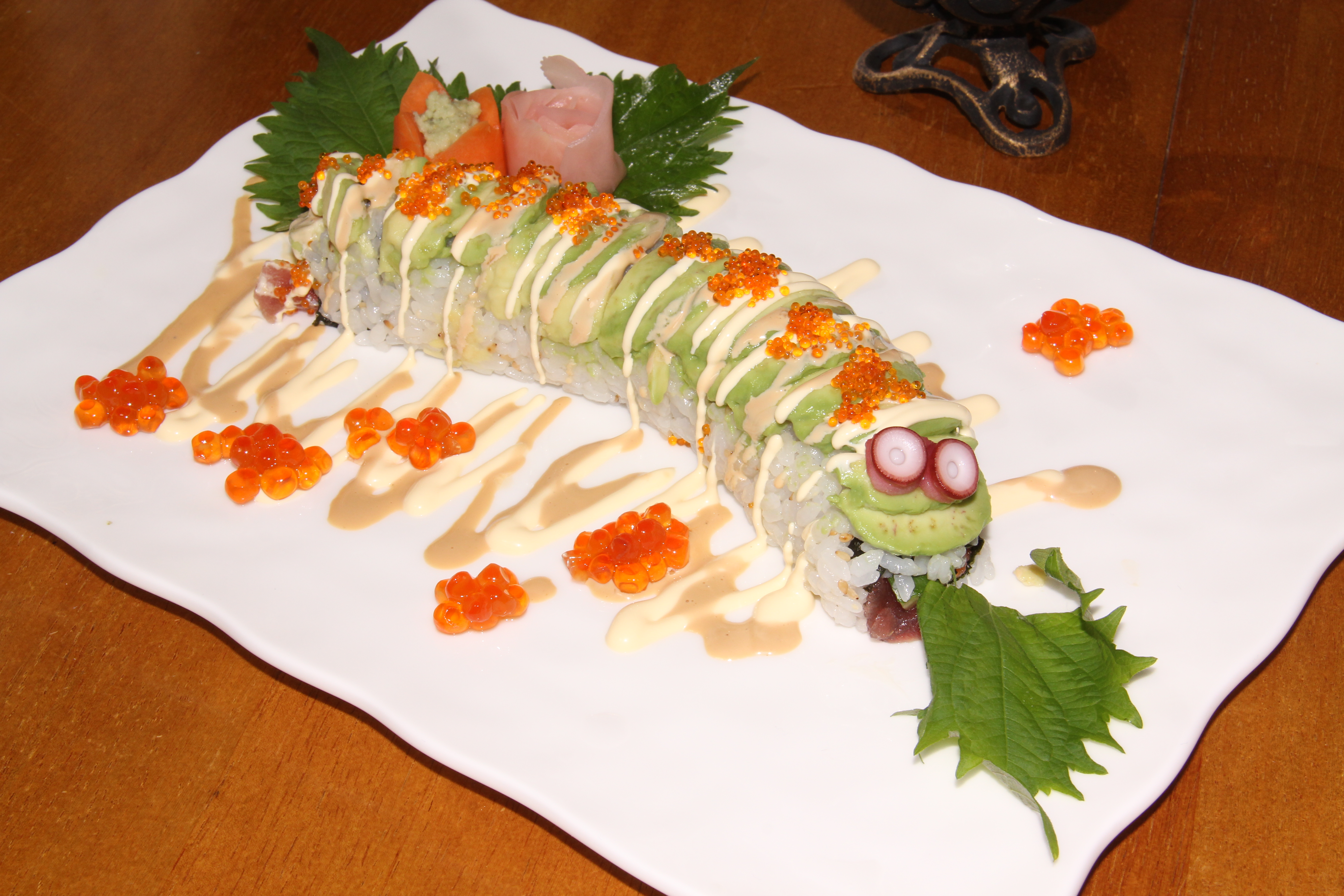
کترپیلار رول

کترپیلار رول (به انگلیسی: Caterpillar Roll) یکی از انواع ماکی‌زوشی است که در آمریکا ابداع و امروزه در سطح جهانی پراکنده شده‌است. مواد سطح خارجی این رول با برش‌های نازک آووکادو پوشیده می‌شود. در این نوع رول نحوهٔ قرار دادن و رنگ سبز آواکادو بر روی آن شباهت به کرم ابریشم دارد، به همین علت به عنوان کترپیلار رول شهرت پیدا کرده‌است. برای داخل رول معمولاً از اوناگی (مارماهی پخته)، خیار، کنجد و پنیر خامه‌ای استفاده می‌شود. معمولاً با تزئینات این رول به شکل کرم ابریشم آرایش شده و برای آن چشم و دیگر اجزای آن گذاشته می‌شود. از سس نیز بعد از تکمیل کار برای کشیدن خطوط بر روی رول و ظرف استفاده می‌شود.

## نگارخانه

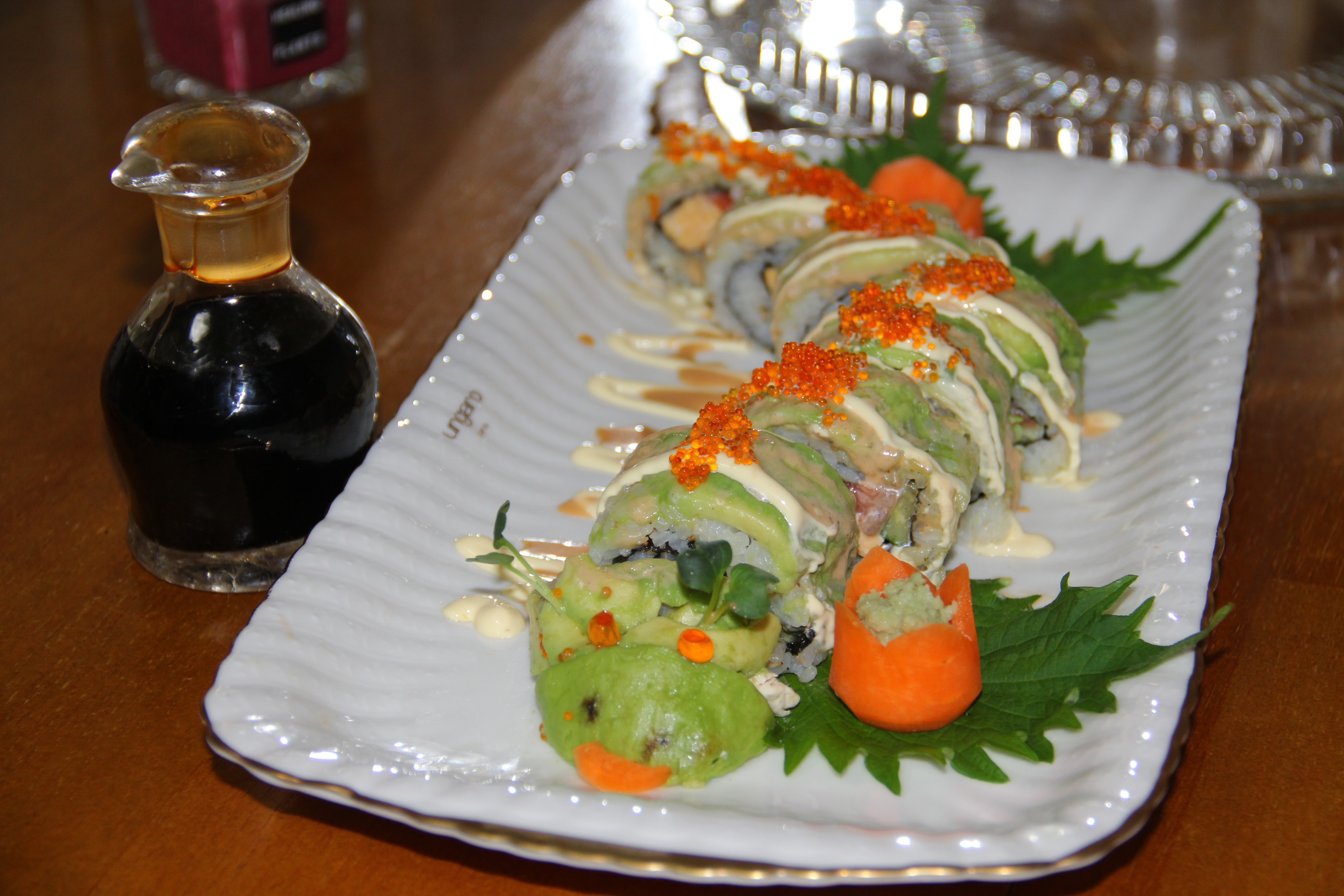
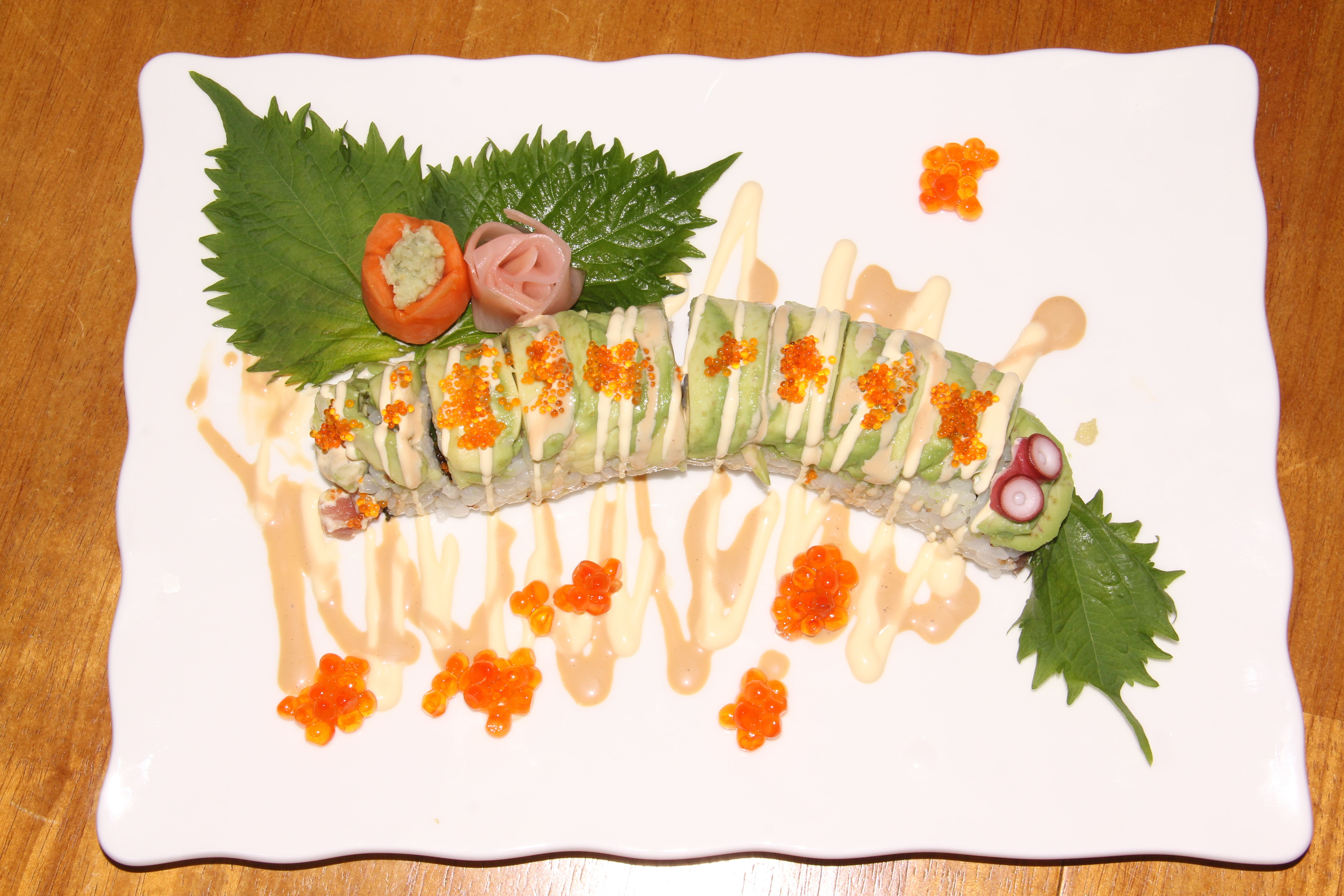